# 安塔纳斯·巴尔考斯卡斯
安塔纳斯·斯塔谢维奇·巴尔考斯卡斯（俄語：Антанас Стасевич Баркаускас；1917年1月7日（格里历：1月20日）—2008年10月17日），立陶宛人，苏联党和国家领导人，经济学博士。曾任立共考纳斯区委书记、中央宣传鼓动部长，中央意识形态委员会书记，立陶宛苏维埃社会主义共和国最高苏维埃主席、最高苏维埃主席团主席等职务。

## 生平
- 1917年1月7日（格里历：1月20日）出生于科夫诺省帕帕基艾村的一个失地农民家庭。
- 1939年-1940年，考纳斯制鞋厂工人。
- 1940年-1941年，考纳斯市内务人民委员部政治处职员。
- 1941年-1942年，转移至俄罗斯高尔基市。
- 1942年-1944年，第16步兵师服役。1942年加入联共（布）。
- 1944年-1946年，考纳斯区政府秘书兼副区长。
- 1946年-1947年，立共（布）考纳斯区委宣传鼓动部党委书记。
- 1947年-1950年，联共（布）中央高级党校学习。
- 1950年7月-1953年6月，立共维尔纽斯州、考纳斯州州委书记。
- 1953年6月-1955年，考纳斯理工学院教师、政治经济系主任。
- 1955年-1959年，苏共中央社科院研究生院学习。1959年获经济学博士学位。
- 1959年-1961年，立共中央宣传鼓动部部长。
- 1961年9月-1975年12月，立共中央意识形态委员会党组书记。期间，1963年4月-1975年12月，立陶宛苏维埃社会主义共和国最高苏维埃主席。
- 1975年12月-1985年11月，立陶宛苏维埃社会主义共和国最高苏维埃主席团主席。
- 1985年11月起退休，享受维尔纽斯市联邦养老金待遇。
- 2008年10月17日于维尔纽斯逝世，享年91岁。

巴尔考斯卡斯是苏共24-26大代表，第26届中央候补委员；第9届苏联最高苏维埃民族院代表，第10-11届苏联最高苏维埃联盟院代表；第5-11届立陶宛苏维埃社会主义共和国最高苏维埃代表。

## 荣誉
- 列宁勋章
- 十月革命勋章
- 二级卫国战争勋章
- 两次劳动红旗勋章
- 红星勋章
- 战功奖章
- 立陶宛苏维埃社会主义共和国荣誉文化工作者称号（1967）